# Белинник, Пётр Сергеевич
Пётр Сергеевич Белинник (укр. Петро Сергійович Білинник; 1906—1998) — украинский, советский оперный певец (лирический тенор). Народный артист СССР (1954).

## Биография
Пётр Белинник родился 1 (14) октября 1906 года в Ахтырке (ныне — в Сумской области, Украина) в крестьянской семье.
С детства имел исключительные музыкальные способности. Сначала пел в школьном хоре, участвовал в заводской самодеятельности, в 18 лет организовал кружок домашнего музицирования, который имел в своём репертуаре украинские и русские песни, произведения Н. Лысенко, К. Стеценко, Н. Леонтовича. 
С 1933 по 1936 год учился в Харьковской консерватории (ныне Харьковский национальный университет искусств имени И. П. Котляревского) (класс сольного пения Р. С. Вайн). Одновременно был артистом комсомольско-молодёжной оперы. Впервые выступил на оперной сцене в Харькове в 1935 году.
С 1936 по 1940 год — солист Большого театра в Москве, в 1941—1942 — Харьковского театра оперы и балета (с 1944 — имени Н. В. Лысенко).
С 1942 года — солист Киевского театра оперы и балета им. Т. Г. Шевченко.
Выступал как камерный певец, пел как солист в концертах Государственной хоровой капеллы Украинской ССР «Думка» и Государственной капеллы бандуристов Украинской ССР (с 1995 — имени Г. И. Майбороды).
Кроме оперных партий исполнял русские и украинские народные песни, романсы.
Умер 14 октября 1998 года в Киеве. Похоронен на Байковом кладбище.

## Награды и звания
- Заслуженный артист Украинской ССР (1946)
- Народный артист Украинской ССР (1951)
- Народный артист СССР (1954)
- Орден Ленина (1951)
- Орден Трудового Красного Знамени (1960)

## Оперные партии
- «Евгений Онегин» П. И. Чайковского — Ленский[1]
- «Борис Годунов» М. П. Мусоргского — Самозванец и Юродивый
- «Аскольдова могила» А. Н. Верстовского — Торопка
- «Травиата» Дж. Верди — Альфред
- «Наталка-Полтавка» Н. В. Лысенко — Петро
- «Война и мир» С. С. Прокофьева — Анатоль
- «Утопленница» Н. В. Лысенко — Левко[2]
- «Запорожец за Дунаем» С. С. Гулака-Артемовского — Андрей
- «Снегурочка» Н. А. Римского-Корсакова — Берендей
- «Царская невеста» Н. А. Римского-Корсакова — Лыков
- «Риголетто» Дж. Верди — Герцог
- «Русалка» А. С. Даргомыжского — Князь
- «Галька» С. Монюшко — Йонтек
- «Энеида» Н. В. Лысенко — Эол
- «Молодая гвардия» Ю. С. Мейтуса — Тюленин
- «Поднятая целина» И. И. Дзержинского — дед Щукарь
- «Лоэнгрин» Р. Вагнера — Лоэнгрин
- «Дубровский» Э. Ф. Направника — Владимир
- «Фауст» Ш. Гуно — Фауст
- «Лакме» Л. Делиба — Джеральд
- «Паяцы» Р. Леонкавалло — Арлекин
- «Мадам Баттерфляй» Дж. Пуччини — Пинкертон